# Llista de cavi de Tritó
En aquest article només es mostra els noms oficials aprovats per la Unió Astronòmica Internacional (UAI).
Aquesta és una llista de cavi amb nom de Tritó

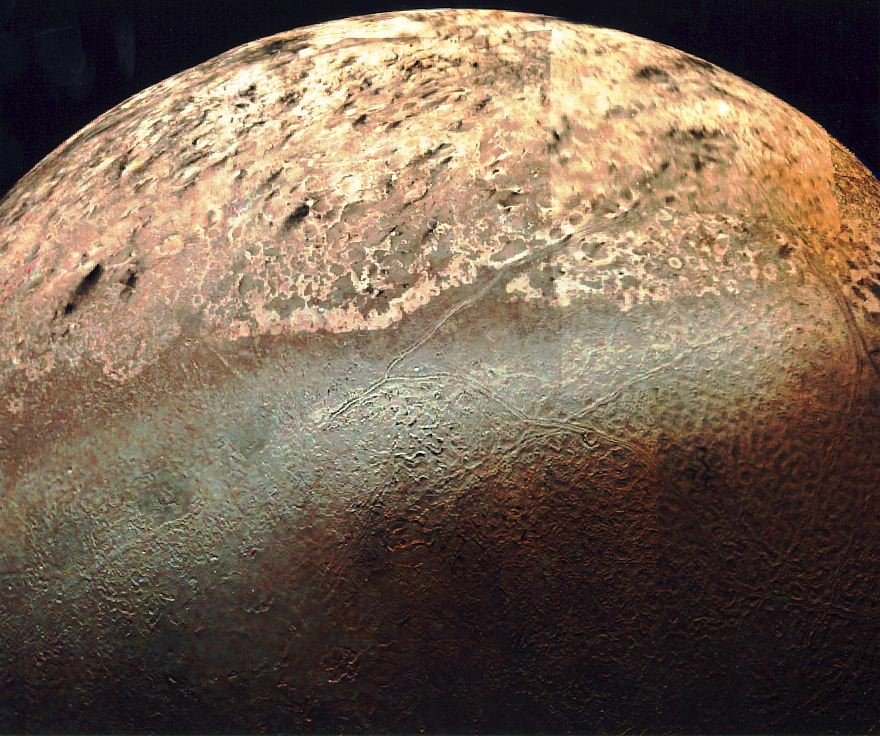
Imatge del pol sud de Tritó (Neptú i) realitzada per la sonda espacial Voyager 2 el 1989.
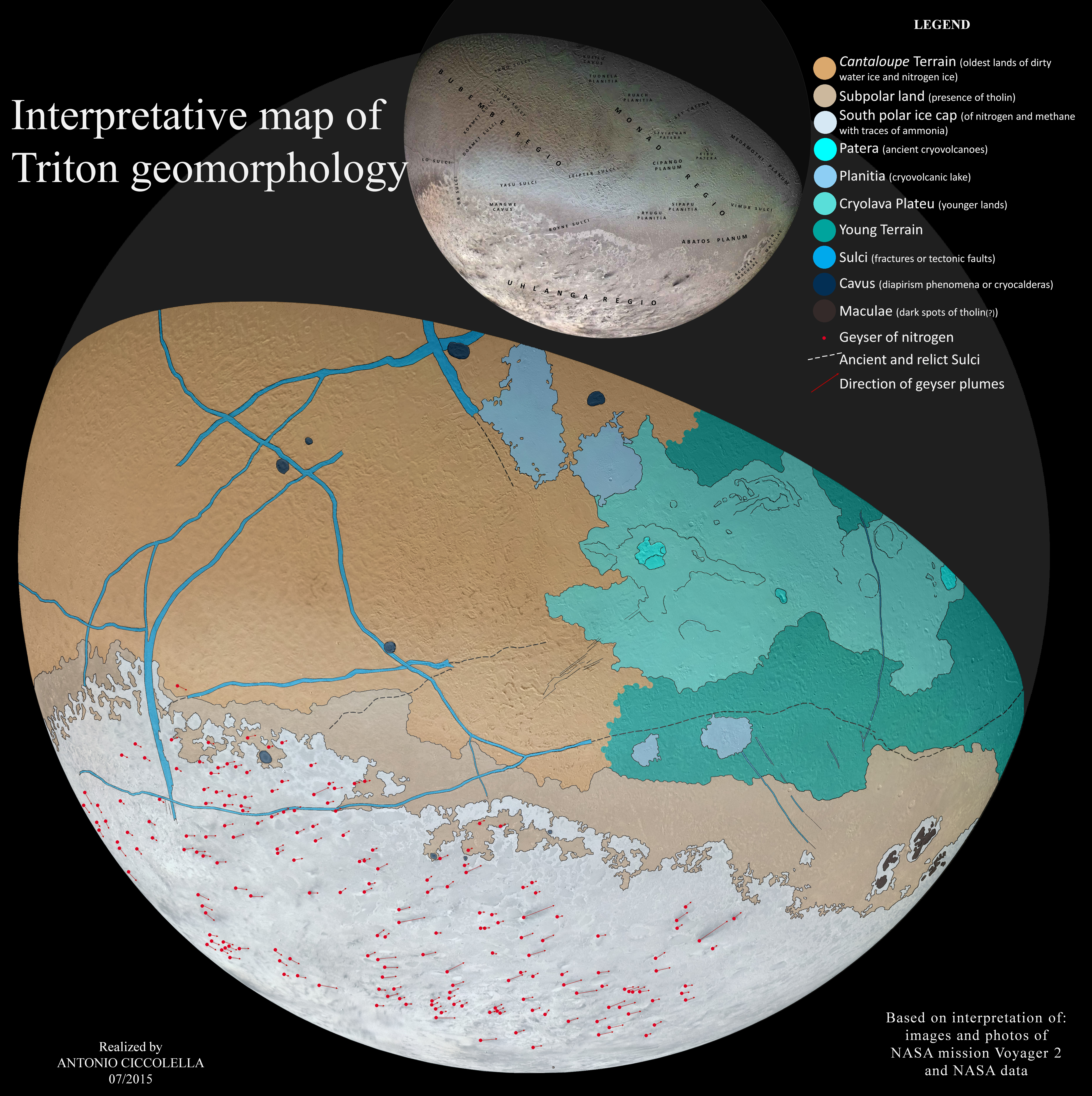
Mapa geomorfològic de Tritó

## Llista
Els cavi de Tritó porten noms aquàtics, excloent romans i grecs. Les categories possibles inclouen esperits aquàtics mundials, fonts terrestres o ubicacions de fonts, característiques aquàtiques terrestres, guèisers terrestres o llocs de guèiser, i illes.
La latitud i la longitud es donen com a coordenades planetogràfiques amb longitud oest (+ Oest; 0-360).
| Cavus          | Coordenades                        | Diàmetre (km) | Epònim                                                   | Ref.  |
| -------------- | ---------------------------------- | ------------- | -------------------------------------------------------- | ----- |
| Apep Cavus     | 20° 00′ N, 58° 30′ O / 20°N,58.5°O | 0             | Drac de les tenebres (Antic Egipte).                     | WGPSN |
| Bheki Cavus    | 16° N, 52° O / 16°N,52°O           | 0             | Granota que simbolitza el sol a l'horitzó (Índia).       | WGPSN |
| Dagon Cavus    | 29° N, 15° O / 29°N,15°O           | 0             | Déu de la fecunditat representat com a peix (Babilònia). | WGPSN |
| Hekt Cavus     | 26° N, 18° O / 26°N,18°O           | 0             | Deessa granota (Antig Egipte).                           | WGPSN |
| Hirugo Cavus   | 14° 30′ N, 15° 00′ O / 14.5°N,15°O | 0             | Deïtat nascuda en forma de medusa (Japó).                | WGPSN |
| Kasyapa Cavus  | 7° 30′ N, 2° 00′ O / 7.5°N,2°O     | 0             | El déu Prajapati quan té forma de tortuga (Índia).       | WGPSN |
| Kulilu Cavus   | 41° N, 356° O / 41°N,356°O         | 0             | Esperit home-peix destructor (Babilònia).                | WGPSN |
| Mah Cavus      | 38° N, 354° O / 38°N,354°O         | 0             | Peix que sosté l'univers (Pèrsia).                       | WGPSN |
| Mangwe Cavus   | 7° S, 17° O / 7°S,17°O             | 0             | «L'inundador» (Zàmbia).                                  | WGPSN |
| Ukupanio Cavus | 35° N, 337° O / 35°N,337°O         | 0             | Déu tauró(Hawaii).                                       | WGPSN |